# 山岡依子
山岡依子（やまおか　よりこ、旧：和田より子）は、元ズームイン!!朝!他、日本テレビ番組キャスター。現在はフリーで活動している。

## 職歴・経歴
日本長期信用銀行に勤務し、受付をやっていた他、時事通信の表紙モデルなどを行っていた。その後1981年2月に一般応募企画にて、28,000人の応募者の中から選ばれ、日本テレビ放送網入社。ズームイン!!朝!のレギュラーを7年経験した(初代:お天気コーナー/お天気キャスター)。
その他に関東ローカルでレポーター、全国・関東版番組で天気予報キャスター、海外取材などを務めたほか、ルンルンあさ6生情報 にも出演した。（1992年3月30日から同時間帯は「ジパングあさ6」へ引き継がれた）。
その後、有名プロダクション講師、ショップチャンネルキャスター等を経て、現テレビ、インターネット通販コンサルタントの他、東京吉祥寺にて「EyeLash Salon KITI（アイラッシュサロン キチ）」オープン